# Maliattha fuscitincta
Maliattha fuscitincta là một loài bướm đêm trong họ Noctuidae.